# 栗饅頭

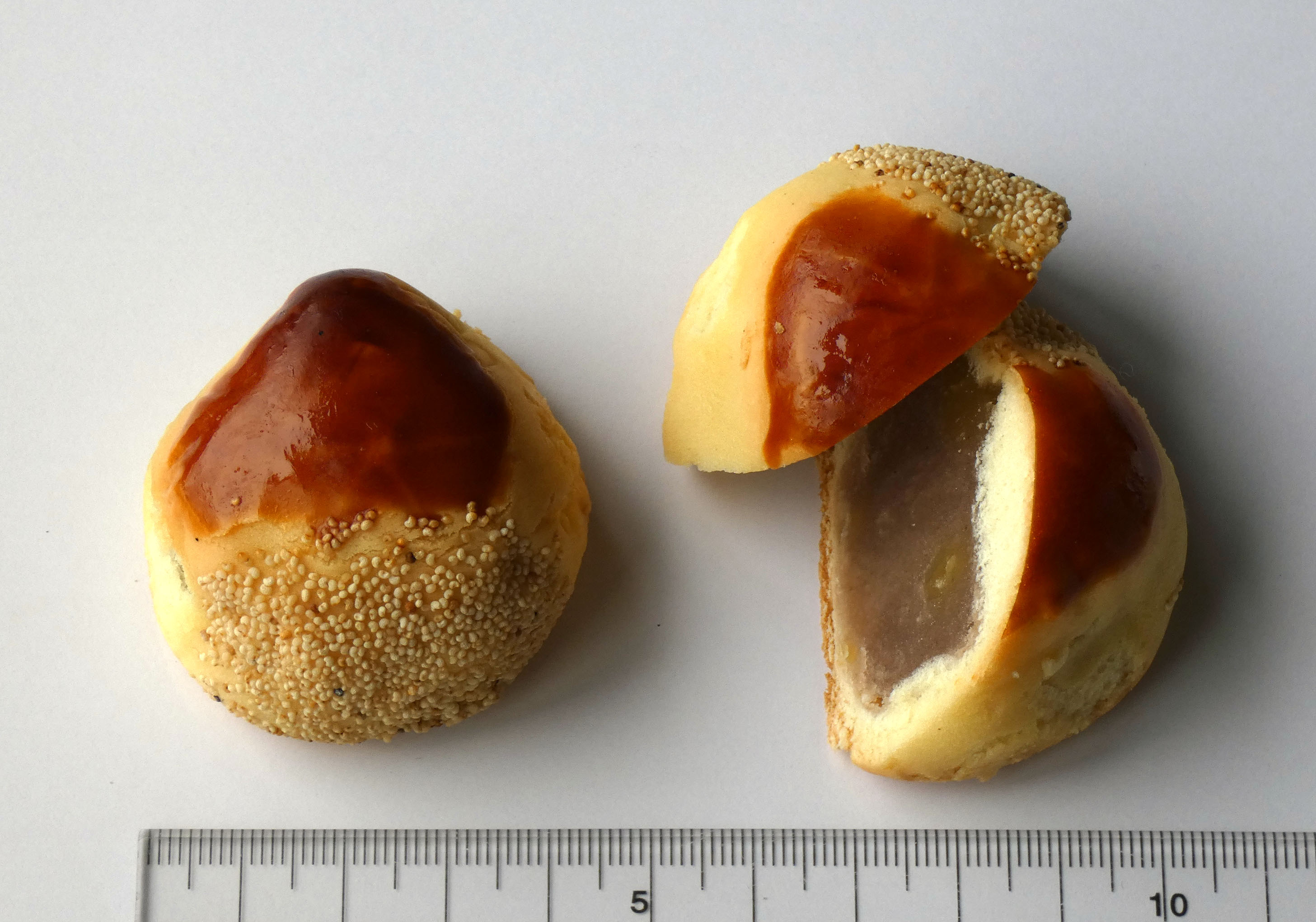

栗饅頭（くりまんじゅう）は、和菓子の種類の一つであり、饅頭の種類の一つである。饅頭の餡の原料に栗を使用するもののことを言うこともあれば、饅頭の表面に卵黄を塗り焼くことによって、栗のような色・照り・形をした饅頭のことを言うこともある。あるいは、この二つのいずれをも取り入れたもののことを言うこともある。

## 概要
多くは白餡が使われ、こし餡を使うこともある。白餡にゆでた栗をつぶした餡をまぜたもの、あるいはゆでた栗をそのまま入れたものなど多くの種類があるが、スーパーマーケットなどで市販されている栗饅頭の多くは、卵黄を塗ることによって焦げ茶色の焼き色をつけている。栗の形をしたものは下の部分にケシの実をまぶすこともある。ドラえもんの漫画のバイバインで題材とされる菓子として有名。

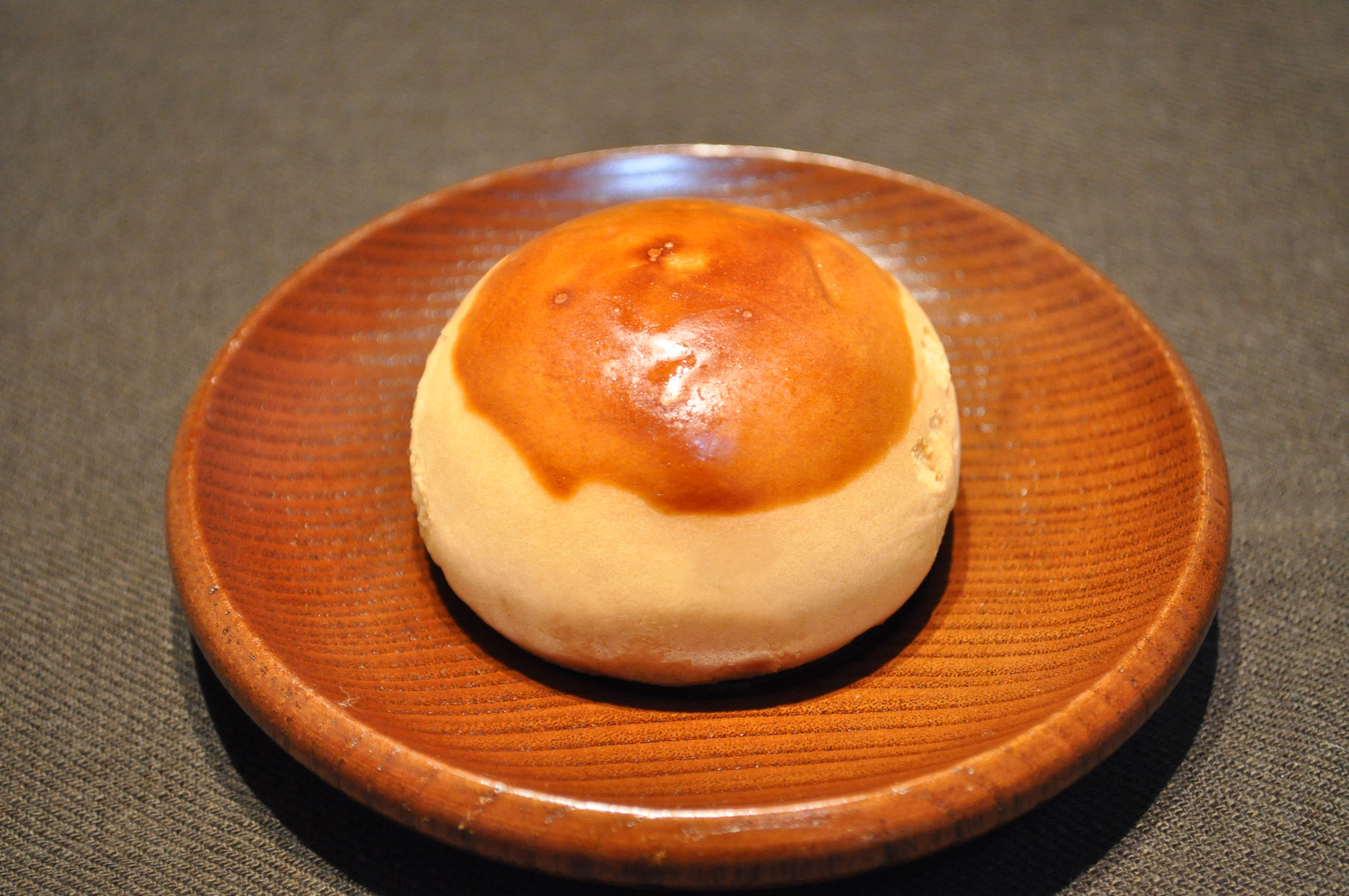
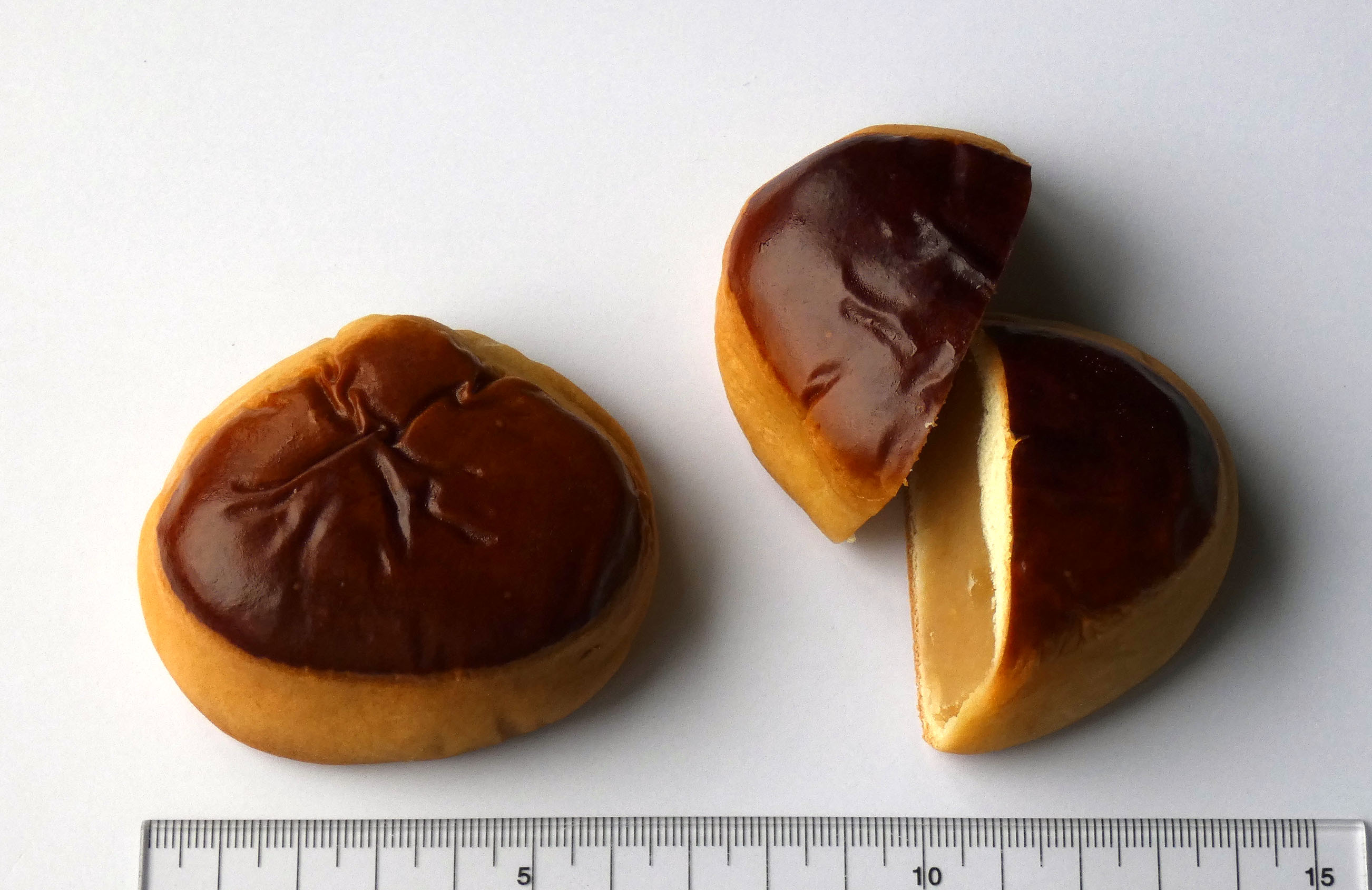
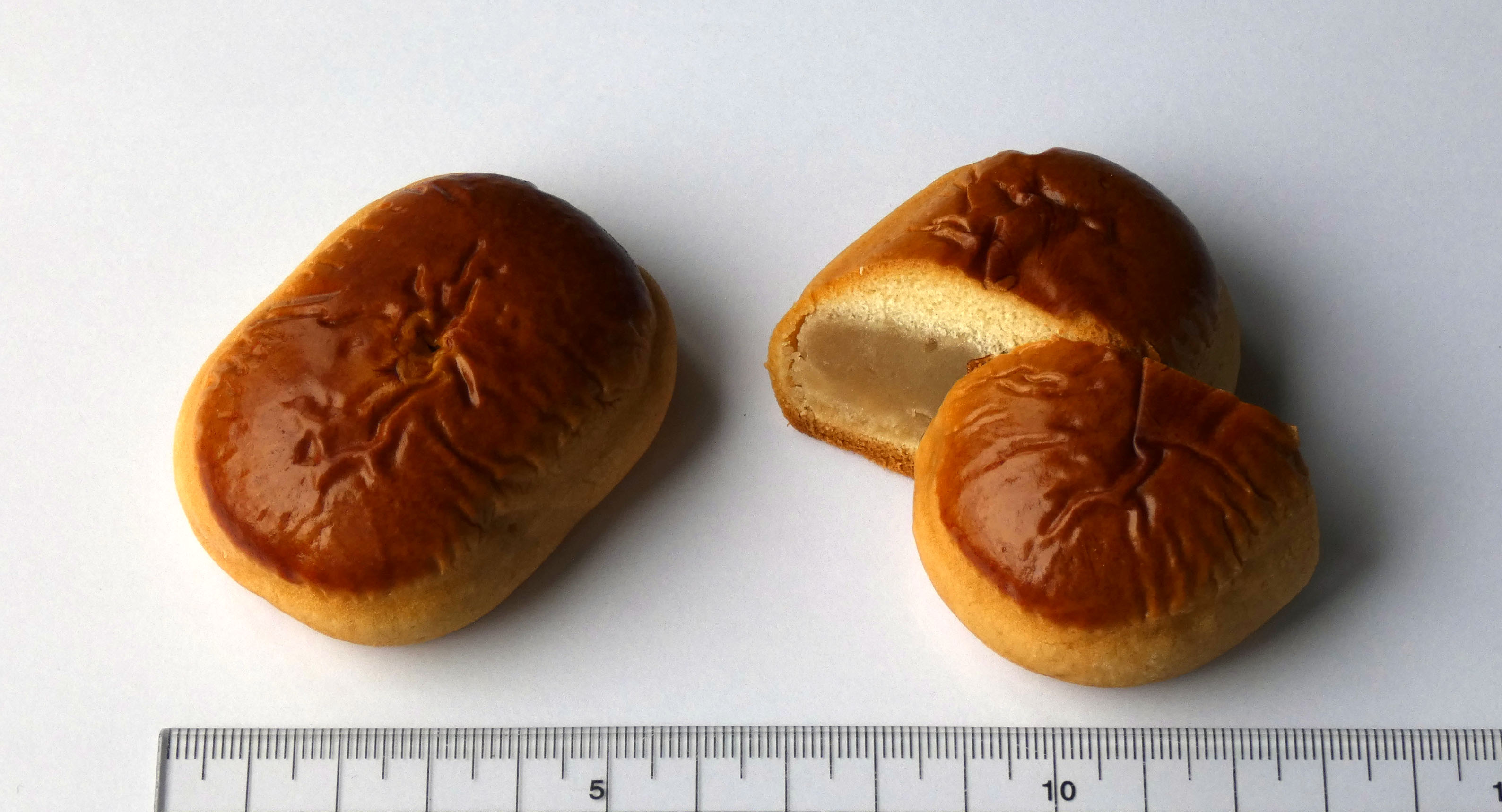

## 土産菓子としての栗饅頭
栗饅頭は、和菓子の中でも最も身近なものの一つであり、スーパーやコンビニエンスストアでも多く売られているが、全国各地には古くより栗饅頭を作っている製造元も多く、その中にはその地域の名物菓子、土産菓子にまでなっているものもある。

### 北九州市
北九州市小倉北区の湖月堂（こげつどう）の栗饅頭は、1895年（明治28年）の創業以来作られている小倉の名物菓子である。創業当時は日清戦争・日露戦争の戦勝祈願として、「勝ち栗」に通じるとして高い評判を得た。現在では北九州市を代表する土産菓子となっている。北九州市小倉北区出身の作家・松本清張もテレビCMなどで栗饅頭について語っている。

### 長崎市
長崎市の田中旭栄堂（たなかきょくえいどう）の栗饅頭は、1898年（明治31年）創業で栗形栗饅頭の元祖として元祖栗饅頭の名で売られている。この栗饅頭は長崎市の名物菓子で、中に栗を入れた白あんのもので大きさは手のひらサイズのものからお祝い事の進物としてオーダーメイドで受注する大きなものまでサイズが多種である。また、長崎くんちの庭見世の奉納物に田中旭榮堂の栗饅頭を納めることもある。なお、1988年（昭和63年）の第21回全国菓子大博覧会（松江市）で最高賞の名誉総裁賞を受賞している。昔は夏場に日持ちさせるために栗を煮るのにつかう汁を煮詰めていたため、「長崎一甘い饅頭」と呼ばれていた。看板キャラクターの名前は「栗王子」。